# 제이크 태퍼

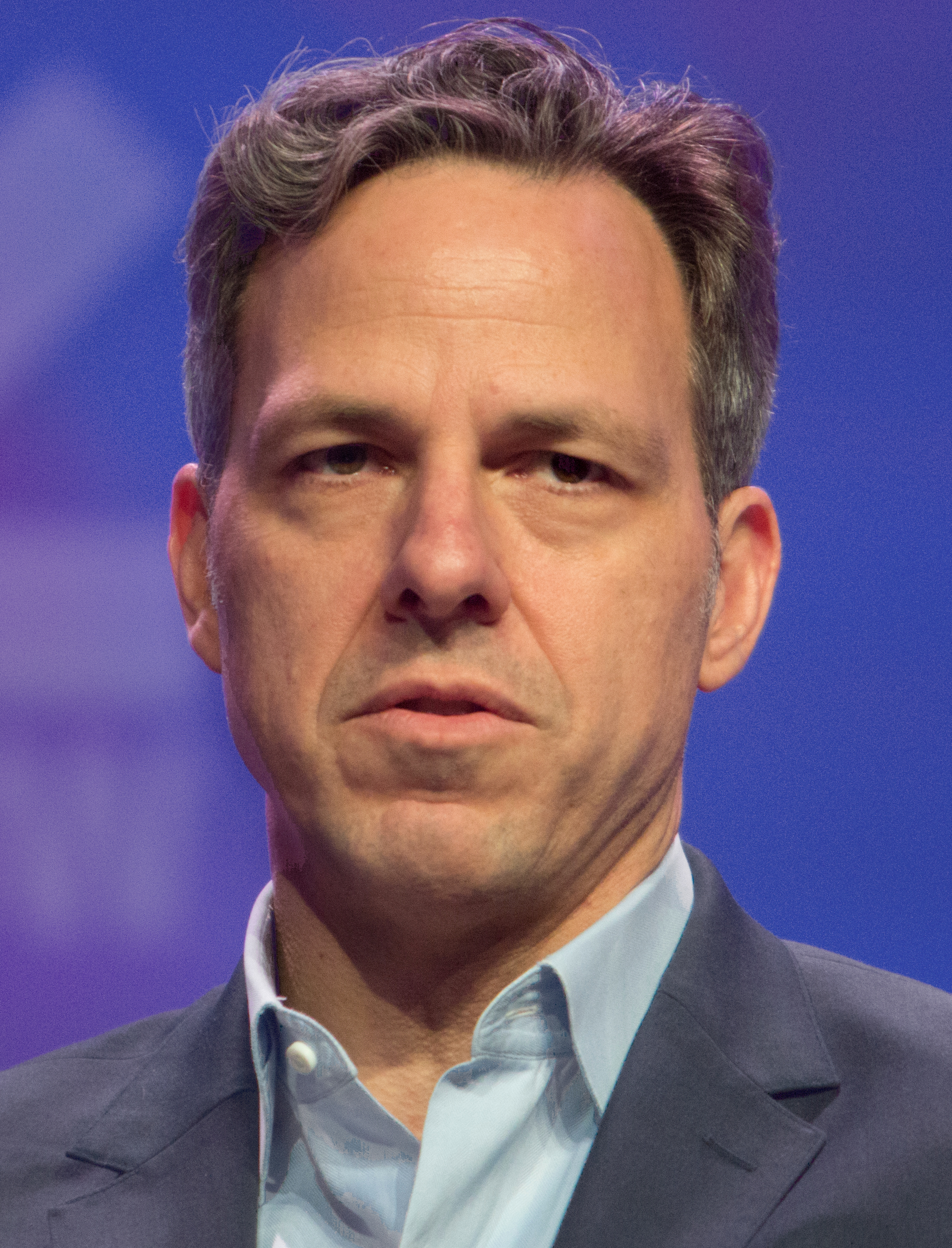
제이크 태퍼

제이크 태퍼 ( 영어: Jake Tapper; 1969년 3월 12일 출생 )는 미국의 언론인이며 만화 화가이다.  그는 CNN의 워싱턴 상급 특파원으로 텔레비젼 프로인 'The Lead with Jake Tapper'를 진행하였고, 일요일 아침 프로인 'State of the Union'의 사회를 맡고 있다.  그는 버락 오바마의 취임식을 취재하여 에미상을 수상하였다.  그가 집필한 'The Outpost : An Untold Story of American Valor'는 2012년 11월에 뉴욕 타임스 베스트셀러 목록에 비소설 분야로 등재되었다. 

## 성장과 배경
태퍼는 뉴욕에서 출생하였으며, 필라델피아의 퀸즈 빌리지에서 자랐다.  그의 모친은 캐나다출신으로, 필라델피아 보훈 병원에서 간호사로 은퇴하였다.  그의 아버지는 시카고 출신으로, 다트머스 대학교와 하버드 의학전문대학원을 나왔다.  그의 부모는 모두 유대인이다.  그는 여름을 유대인 여름 캠프인 포코노 라마 캠프에서 보내었다. 